# Фузелово масло
Фу̀зеловото масло е страничен продукт в процеса на спиртната ферментация. Съдържа се като примес в неректифицирания етанол (суров спирт), получен чрез ферментация и се отделя от него в процеса на ректификация.
Фузеловото масло представлява маслена течност с остър неприятен мирис, светло-жълта до червено-кафява на цвят. Има плътност 0,83 – 0,84 г/см3 (при 20 °C). Съставът и свойствата му варират в зависимост от суровината и режима на ферментация, както и от отбора на фракциите при ректификацията. Добивът на фузелово масло при ректификация на суров спирт е от порядъка на 0,3 – 0,7%. Кипи в интервала 128 – 133 °C. При 350 °C се самовъзпламенява.
Съставено е главно от наситени моноалкохоли C3-C9, от които основен компонент е изоамиловият спирт. В състава му влизат също изобутилов алкохол, пропилов алкохол и незначителни количества висши алкохоли, а също алифатни алдехиди, мастни киселини и фурфурол.
Наситените алкохоли и алдехиди представляват продукт от метаболизма на дрождите при преработка на аминокиселините, подложени на окислително дезаминиране с последващо образуване на α-кетокиселини, които след това се декарбоксилират до алдехиди, а те, от своя страна, се редуцират до алкохоли:
RCH(NH2)COOH {\displaystyle \to } RCOCOOH {\displaystyle \to } RCHO {\displaystyle \to } RCH2OH
По такъв начин от левцина и изолевцина се получават изомерни амилови алкохоли, а от валина – изобутанол.
Фузелово масло се съдържа също в бирата (0,01 – 0,05 %).

## Биологично действие
Фузеловото масло съдържа две групи токсични вещества, условно разделяни според температурата на кипене: към първата се отнасят вещества с температура на кипене по-ниска от 78. 4 градуса (т.е. от точката на кипене на чистия етилов спирт) – тук влизат метилов алкохол, метилов етер, ацетилов етер и ацеталдехид. Към втората група се отнасят вещества с температура на кипене над 78,40С – съдържа пропилов, изопропилов, амилов, изоамилов и изобутилов алкохоли, ацетил, фурфурол и множество други малко известни, но особено неприятни съединения.
Особено опасен е изоамиловия алкохол ((CH3)2CHCH2CH2OH), съставящ до 60% от обема на фузеловото масло. Температурата му на кипене е 132,1 °C. При вдишване предизвиква поразяване на дихателните органи и задушаване.  При попадане върху кожата се чувства парене, кожата почервенява, образуват се мехури, запълнени със светла течност. След спукването им остават бавно зарастващи язви. При поглъщане на изоамилов спирт човек няма особени неприятни усещания веднага след приема. Отсъства и стадий на първоначално опиянение. Но след 10 – 20 минути експериментаторът се „потопява“ и изпада в кома (кома се нарича последната степен на потискане на съзнанието, когато липсва даже рефлекс на зеницата). Лицето и горната част на тялото придобиват неприятен сивкав оттенък. Това състояние продължава няколко часа, след което, с голяма доза вероятност, настъпва смърт.
Токсичното въздействие на сместа, наричана „фузелово масло“, е неизмеримо по-силно от въздействието на всяка една от съставките поотделно. Вдишването на пари може да причини световъртеж и задушаване.  При вътрешна употреба води до тежко протичащо опиянение и не по-малко тежък махмурлук. Правени са експерименти с животни – при дозировка от 0.2 до 0,8 милилитра на 1 кг телесна маса смъртта настъпвала доста бързо. Смъртта настъпвала поради остра сърдечна, бъбречна и чернодробна недостаточности, съпътствани от поражение на централната нервна система. При аутопсията са били установени изменения в изброените по-горе органи. Условната смъртна доза за човек с тегло 70 кг е около 14 милилитра. В половин литър нискокачествена водка се съдържа около 4 милилитра фузелово масло, т.е. 30% от смъртната доза. Практически всички домашно произведени напитки са с висок процент фузелово масло. При по-висококачествените промишлено произведени алкохолни напитки този процент е по-малък (спазват се ред технологични тънкости, една от които е при дестилацията отделянето на етанола да става при температура точно 78,4 градуса), но винаги присъства.  Затова се разработват методи за тяхното максимално очистване. 